# Mimoreovirus
Mimoreovirus es un género de virus del orden Reovirales que infectan algas unicelulares marinas. El primer espécimen fue descubierto en 2006 en Micromonas pusilla. Pueden jugar un papel en el control de la proliferación de algas.

## Descripción
Los virus del género Mimoreovirus tienen cápsides con geometrías icosaédricas y simetría T = 13, T = 2. El diámetro es de alrededor de 90-95 nm. No poseen envoltura vírica. Los genomas son de ARN bicatenario lineales y segmentados de alrededor de 15,8 kb de longitud. El genoma codifica para 11 proteínas.
La replicación viral se produce citoplasma. La entrada en la célula huésped se logra mediante la unión a los receptores del huésped, lo que media la endocitosis. La replicación sigue el modelo de replicación de virus de ARN de doble cadena. La transcripción de virus de ARN de doble cadena es el método de transcripción. El virus sale de la célula huésped mediante un movimiento viral monopartito no guiado por túbulos. Las algas unicelulares marinas sirven como huésped natural. Las vías de transmisión son por difusión pasiva.